# Jean Giono
Jean Giono [ʒɑ̃ ʒjɔnɔ] (30. března 1895 Manosque – 9. října 1970 Manosque) byl francouzský spisovatel, jehož románové dílo se zabývalo vesnickým životem v Provence, bylo ovlivněno panteismem a starými mýty. Pocházel z chudé rodiny piemontských přistěhovalců, středoškolská studia nedokončil a pracoval jako bankovní úředník, od roku 1930 byl spisovatelem na volné noze. Jean Giono je literárně nezařaditelný, celý svůj tvůrčí život se pohyboval na okraji literární tvorby ostatních autorů; přesto udržoval přátelství např. s André Gidem, André Bretonem či Albertem Camusem. Giono byl po vlastních zkušenostech z bojišť první světové války přesvědčeným pacifistou, který prohlásil: „Být Francouz není žádná výhra. Jediná výhra je být živ.“ Po druhé světové válce byl proto obviněn z podpory kolaborantského vichistického režimu, byl nakrátko uvězněn a měl do roku 1948 zákaz publikování.
Léta 1953 mu byla udělena Literární cena knížete monackého, v roce 1954 byl zvolen členem Goncourtovy akademie. Roku 1961 byl předsedou poroty filmového festivalu v Cannes; dle vlastního scénáře natočil v roce 1960 film Crésus s Fernandelem v hlavní roli; v 1968 byl jedním ze scenáristů televizního seriálu Provinces.
V roce 1972 byla založena společnost L'Association des amis de Jean Giono, která vydává časopis Revue Giono a pečuje o spisovatelův dům Lou Paraïs v Manosque, zapsaný na seznamu Monument historique.
Od roku 1990 uděluje nadace Pierra Bergé cenu Grand Prix Jean Giono za francouzskou literaturu především v oblasti románu a vypravěčské umění v duchu J. Giona.

## Dílo
- Hlasy země (1930, česky 1991)
- Hvězdný had (1933, česky 2013)
- Člověk z hor (1934, česky 1934)
- Kéž tonu v radosti (1936, česky 1936)
- Silné duše (1949, česky 1994), zfilmoval Raoul Ruiz (2001)
- Husar na střeše (1951, česky 1984) – odehrává se v Manosque za velké epidemie cholery v roce 1832. Jean-Paul Rappeneau knihu zfilmoval roku 1995; v hlavních rolích Juliette Binoche a Olivier Martinez.
- Muž, který sázel stromy (1953, česky 1997) – fiktivní novela o síle ducha. Odehrává se před 1. světovou válkou a po ní. Na její motivy natočil kanadský režisér Frédéric Back v roce 1987 stejnojmenný animovaný film, jenž získal Oscara.
- Král bez kratochvíle[5] (1963, česky 2022) – experimentání román vzniklý roku 1946, spojující detektivní žánr s filozofickým traktátem a podmanivými popisy panenské přírody; poetické obrazy se zaměřují na drsnou horskou krajinu, jakož i na lidskou krutost.